# Potlogi, Dâmbovița
Potlogi este satul de reședință al comunei cu același nume din județul Dâmbovița, Muntenia, România.

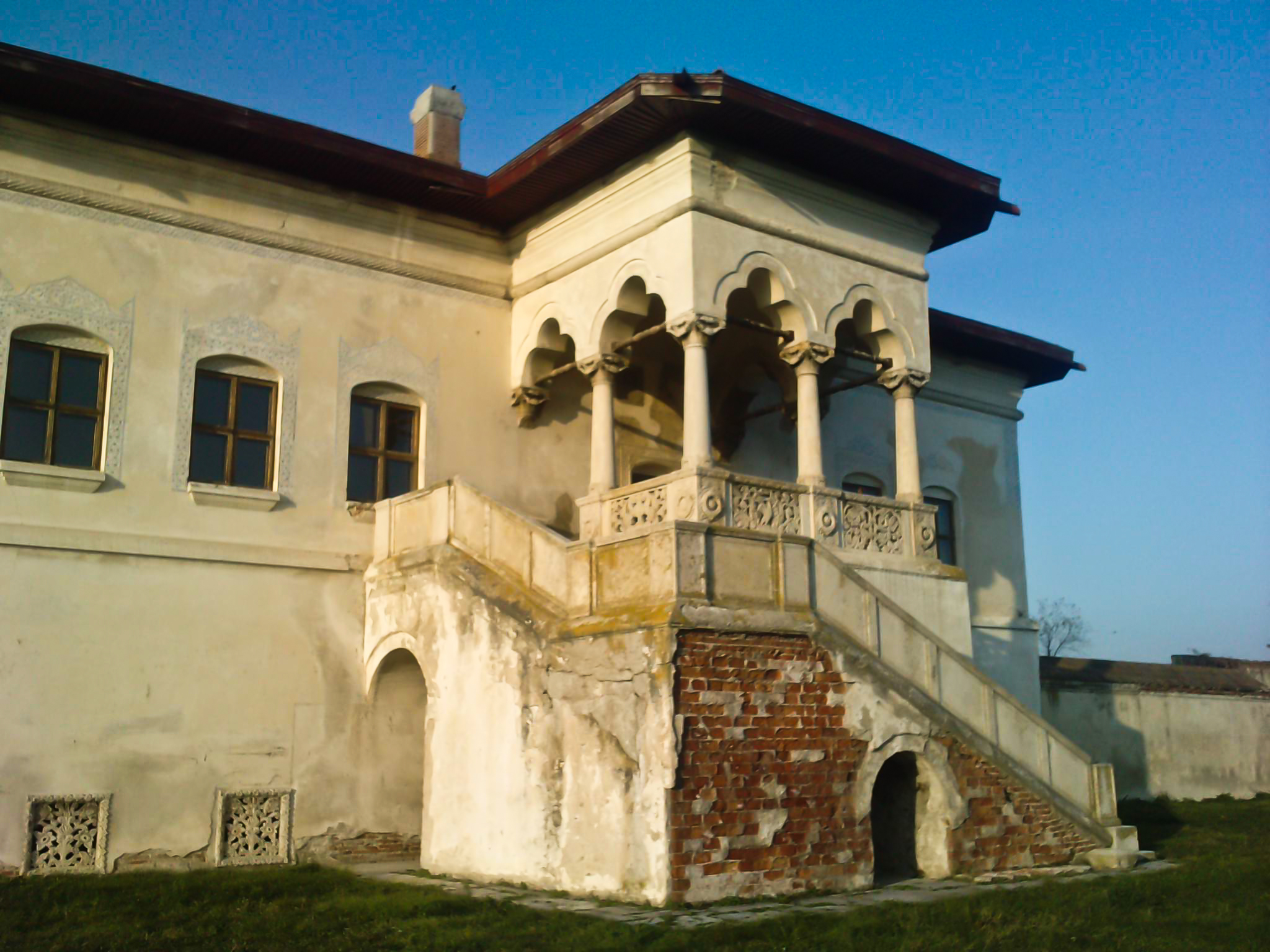
Palatul Potlogi - Monument istoric cu cod LMI DB-I-m-B-17113.01

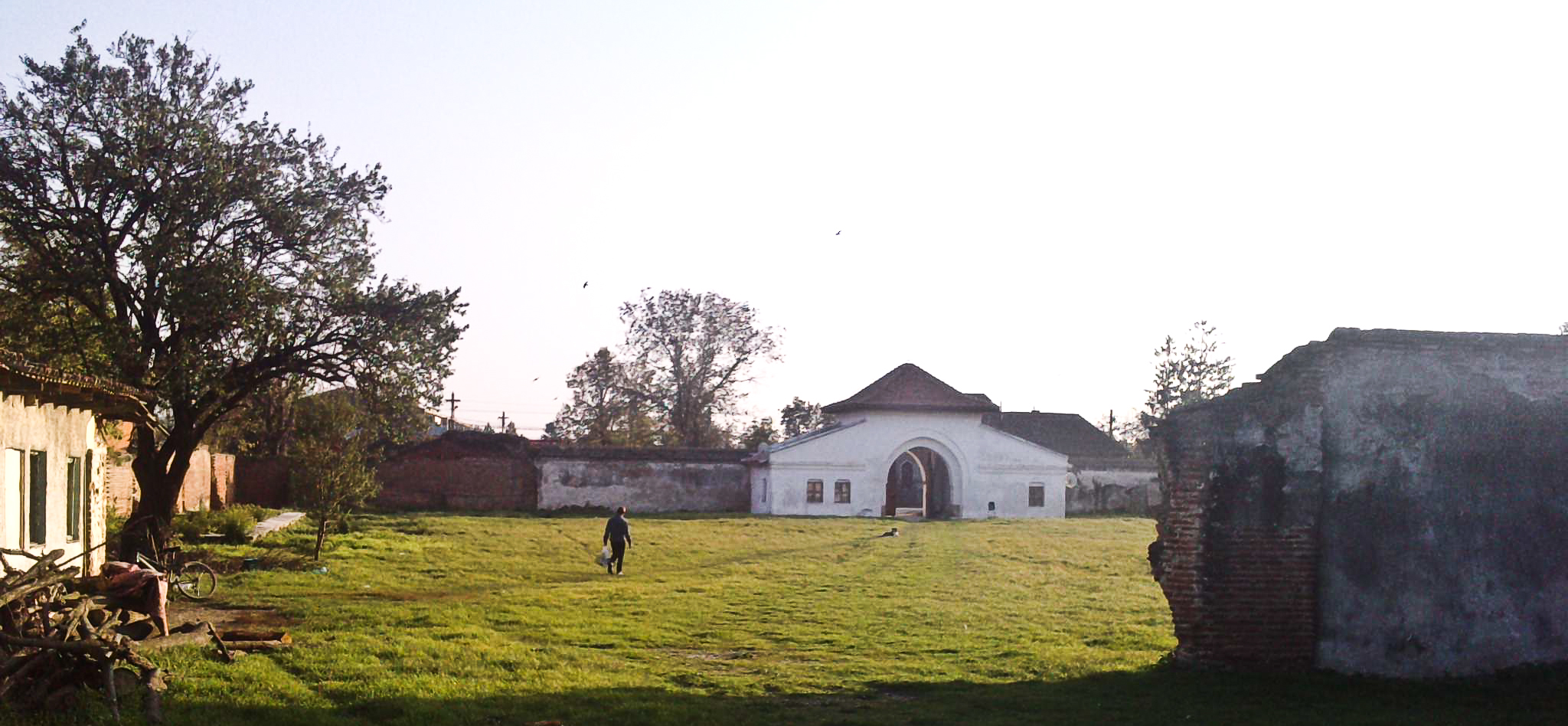
Curtea palatului

## Monumente
- Ansamblul Palatului Brâncovenesc din Potlogi